# Canotia holacantha
Canotia holacantha là một loài thực vật có hoa trong họ Dây gối. Loài này được Torr. mô tả khoa học đầu tiên năm 1857.